# Vern Fleming
Pour les articles homonymes, voir Fleming.
Vern Fleming (né le 4 février 1962, à New York) est un ancien joueur américain de basket-ball qui a joué en NBA de 1984 à 1996. Il jouait au poste de meneur.

## Biographie
Issu de l'université de Géorgie, Fleming remporte la médaille d'or avec la sélection américaine lors des Jeux olympiques de 1984 à Los Angeles. Il est sélectionné au 18e rang de la draft 1984 par les Pacers de l'Indiana. Il demeure à Indiana durant onze saisons, partageant le poste de titulaire avec Haywoode Workman et Mark Jackson, avant de disputer une ultime saison en NBA avec les Nets du New Jersey. Il termine sa carrière en 1997-1998 en France avec le CSP Limoges.

## Palmarès

### Jeux olympiques
- Jeux olympiques d'été de 1984 à Los Angeles.
  -  Médaille d'or en basket-ball masculin.

### All-Star Game Universitaire
- 1979-1980: Participe au Mc Donald’s All-American Game.

### Nominations et distinctions universitaire
- 1982-1983 : Membre de la All-SEC first Team de NCAA.
- 1983-1984 : Membre de la All-american third Team de NCAA.
- 1983-1984 : Membre de la All-SEC first Team de NCAA.
- 1984 : Drafté au 1er tour (18e choix) par les Pacers de l'Indiana en NBA.